# Marc Acardipane
Marc Trauner, más conocido por sus numerosos pseudónimos, tales como Marc Acardipane, New Balance, Mescalinum United, The Mover, Pilldriver, Marshall Masters y Resident E, es un deejay y productor alemán, nacido en Fráncfort del Meno el 7 de abril de 1969.
Creó el sello discográfico Planet Core Productions y es considerado como el creador del primer tema techno hardcore en 1989, «We Have Arrived», bajo el pseudónimo de Mescalinum United, un tema que se hizo notorio tras la remezcla de Aphex Twin.

## Discografía
- 1990 - Mescalinum United - We have arrived
- 1993 - Rave Creator - Bleep Blaster
- 1993 - Ace the space - Nine is a classic
- 1994 - Masters of Rave - Are you with me?
- 1994 - Leathernecks - At war
- 1994 - Smash - Korreckte Atmosphere
- 1994 - Turbulence 'n Terrorists - Six million ways to die
- 1994 - 6Pack - Drunken Piece of shit
- 1995 - Nasty Django - Hardcore Motherfucker
- 1995 - Inferno Bros. - Slaves to the rave
- 1995 - Marshall Masters - Stereo Murder (Don't touch that stereo)
- 1996 - Nasty Django & Cirillo - Deal with beats
- 1996 - Pilldriver - Pitchhiker
- 1996 - Rave Creator & The Mover - Atmosfear
- 1996 - Rave Creator - A new mind
- 1997 - Rave Creator - Into Sound
- 1997 - Pilldriver - Apocalypse Never
- 1997 - Marc Acardipane presents Marshall Masters feat. The Ultimate MC - I like it loud (BEL #3; HOL #51)[1]
- 2002 - Marshall Masters feat. Dick Rules - I like it loud 2002
- 2003 - Scooter vs Marc Acardipane & Dick Rules - Maria (I like it loud) (ALE #4; AUT #1; UK #16)[2]
- 2005 - Stereo Killa
- 2005 - Acardipane vs. Balloon - Whoopie Whoopie (ALE #86)[3]